# Nughedu Santa Vittoria
Nughedu Santa Vittoria é uma comuna italiana da região da Sardenha, província de Oristano, com cerca de 577 habitantes. Estende-se por uma área de 28 km², tendo uma densidade populacional de 21 hab/km². Faz fronteira com Ardauli, Austis (NU), Bidonì, Neoneli, Olzai (NU), Sorradile.